# Одонгкара, Роберт
Роберт Одонгкара (англ. Robert Odongkara; 2 сентября 1989) — угандийский футболист, вратарь эфиопского клуба «Уольките Сити». Выступал в сборной Уганды.

## Клубная карьера
Роберт начал карьеру в клубе «Вилла», в составе которого стал чемпионом Уганды. Затем выступал за УРА и эфиопский «Сент-Джордж».
Выступая за клуб из Аддис-Абебы, Одонгкара пять раз выигрывал чемпионат, дважды кубок, а также пять раз признавался лучшим голкипером первенства. В октябре 2018 Роберт перешёл в «Адама Сити».

## Карьера в сборной
3 марта 2010 года голкипер дебютировал в составе сборной Уганды в товарищеском матче со сборной Танзании. Принимал участие в матчах Кубка КЕСАФА 2010, в том числе и в победной встрече за третье место против сборной Эфиопии. Участвовал в отборочном турнире к чемпионатам мира 2014 и 2018.
4 января 2017 года Роберт был включён в окончательную заявку для участия в Кубке африканских наций 2017. На турнире в Габоне Одонгкара принял участие в одном матче своей сборной, которая вылетела после группового этапа.

## Достижения
Вилла
- Обладатель Кубка Уганды (1): 2008/09

 УРА
- Чемпион Уганды (1): 2010/11

 Сент-Джордж
- Чемпион Эфиопии (5): 2011/12, 2013/14, 2014/15, 2015/16, 2016/17
- Обладатель Кубка Эфиопии (2): 2010/11, 2015/16